# Луциків Гай (заповідне урочище)
Лу́циків Гай — заповідне урочище в Україні. Розташоване в межах Чернігівського району Чернігівської області, на південь від села Петрове. 
Площа 135,7 га. Статус присвоєно згідно з рішенням Чернігівського облвиконокому від 24.04.1964 року № 236; від 10.06.1972 року № 303; від 27.12.1984 року № 454; від 28.08.1989 року № 164; від 31.07.1991 року № 159. Перебуває у віданні ДП «Чернігівське лісове господарство» (Березнянське л-во, кв. 46-48). 
Статус присвоєно для збереження лісового масиву з високопродуктивними насадженнями дуба. У домішку — вільха, береза.